# Har Tayyasim
Har Tayyasim (hebreiska: הר טיסים) är ett berg i Israel.   Det ligger i distriktet Jerusalem, i den centrala delen av landet. Toppen på Har Tayyasim är 792 meter över havet, eller 240 meter över den omgivande terrängen. Bredden vid basen är 6,2 km.
Terrängen runt Har Tayyasim är huvudsakligen kuperad. Runt Har Tayyasim är det tätbefolkat, med 913 invånare per kvadratkilometer. Närmaste större samhälle är Jerusalem, 12,0 km öster om Har Tayyasim. Omgivningarna runt Har Tayyasim är i huvudsak ett öppet busklandskap.